# Могильовський обласний театр драми і комедії імені В. І. Дуніна-Марцинкевича
Могильовський обласний театр драми і комедії імені В. І. Дуніна-Марцинкевича (біл. Магілёўскі абласны тэатар драмы і камэдыі імя Вінцэнта Дуніна-Марцінкевіча, рос. Могилёвский областной театр драмы и комедии имени Винцента Дунина-Марцинкевича) — обласний театр драми і комедії в місті Бобруйську Могильовської області, головна театральна сцена міста, значний міський і регіональний осередок культури та мистецтва.
Театр названий на честь білоруського класика Вінцента Дуніна-Марцинкевича.

## Загальні дані
Театр розташований у функціональній новобудові за адресою:
вул. Соціалістична, буд. 105, м. Бобруйськ—213826 (Могильовська область, Республіка Білорусь).
Головний режисер театру — Тетяна Дорогобід (біл. Тацяна Дарагабед).

## Історія
У 1860-х роках в Бобруйську дебютуала актриса Марія Савіна.
На початку XX століття в місті працював приватний єврейський театр. У Бобруйську того часу неодноразово гастралювала трупа відомого театрального діяча Володимира Кумельського.
У 1932 році в Бобруйську створили перший стаціонарний державний театр — Державний російський театр БРСР (біл. Дзяржаўны расейскі тэатар БССР. Вистави відбувалися у приміщенні клубу пожежного депо, будинок якого зберігся дотепер. У цьому ж (1932) році в центрі міста відкрився новий театральний будинок уперше в Білорусі з механізованою сценою.
У 1935 році театр з Бобруйську переводять у Могильов.
У 1938 році в Бобрйську було створено колгоспно-совгоспний театр для обслуговування сільського глядача.
Після II Світової війни 1944 року театр відновлює свою діяльність, і на його базі незабаром було створено Бобруйський обласний драматичний театр (біл. Бабруйскі абласны драматычны тэатар). Художнім керівником закладу був режисер Казимір Стецький, потому його змінив Микола Кавязін. Серед вистав тих років — «Урок жыцьця» В. Головчинера, «Човеншчыца» М. Погодіна, «Праўда, добра, а шчасьце лепш» О. Островського, «Дама-нябачнік» П. Кальдерона, «Падступства і каханьне» Ф. Шиллера, «За тых, хто ў моры» Б. Лавреньова, «Расейскае пытаньне» К. Симонова.
У 1947 році театр знову перевели з Бобруйська — цього разу до Гродна. А в Бобруйську в будинку, відновленому 1949 року, працюють гастрольні театри, влаштовуються вечори відпочинку тощо.
У 1956 році постановою № 316 Ради Міністрва БРСР було засновано Бобруйський пересувний білоруський драматичний театр (біл. Бабруйскі перасоўны беларускі драматычны тэатар). Очолив заклад Аркадій Аркадьєв (Аркадзь Аркадзьеў). Репертуар його складався переважно з п'єс на сільську тематику: драматургія М. Зарудного, А. Сафронова, С. Свиридова, П. Василевського. Майже всі вистави були поставлені А. Аркадьєвим, але декілька постановок класичних творів були зроблені режисером-педагогом Д. Орловим. Від часу відкриття 1957 року виставою за п'єсою Янки Купали «Раскіданае гняздо» театр у Бобруйську вже не припиняв своєї діяльності, лише змінював назву і реорганізовувався.
У 1962 році — це Бобруйський музично-драматичний театр (біл. Бабруйскі музычна-драматычны тэатар), у 1965 році — Могильовський обласний театр музичної комедії (біл. Магілёўскі абласны тэатар музычнае камэдыі), на основі якого в 1970 році був організований Державний театр музичної комедії (біл. Дзяржаўны тэатар музычнае камэдыі).
У 1970 році розпочалася капітальна перебудова старого театрального приміщення.
Головними режисерами в різний час були Віктор Королько, Франц Пухович, Михайло Ковальчик, Вадим Мухін, Георгій Нестер, Сергій Полещенков, Валерій Ласовський. Свої постановки в театрі здійснили режисери В. Шиманський, А. Камєнська, Б. Второв, В. Внуков, В. Сміян, М. Трухан, В. Барковський, А. Піддубовик, В. Короткевич, М. Дінов, С. Ковальчик, В. Савицький, Л. Бархатова, Я. Натапов, Р. Талипов, Л. Монакова тощо. Головними художниками працювали І. Чумаков, А. Лещенко, В. Матросов, С. Антонов.
У 1977 році театр переїхав у новобудову й відкрив свій театральний сезон спектаклем «Пінская шляхта» Вінцента Дуніна-Марцинкевича, ім'я якого заклад носить від кінця того ж (1977) року.
У Бобруйську був організований і двічі проводився фестиваль національної драматургії імені Вінцента Дуніна-Марцинкевича (у 1998 та 2001 роках).
У театрі працювали заслужені артисти БРСР — Ніна Колоптур, Георгій Лавров, Петро Мастеров, Лариса Федченко, Броніслав Баєв, Валерій Філатов, Георгій Малявський, Анатолій Жук.
Могильовський обласний театр драми і комедії імені В. І. Дуніна-Марцинкевича є багаторазовим учасником Міжнародного театрального фестивалю «Класика сьогодні» в Дніпродзержинську (Україна). Зокрема, в травні 2006 року на цьому заході театр здобув 3 нагароди: за найкращу жіночу роль другого плану (Наталія Кашпур), найкраща молода актриса фестивалю (Віталія Лебедєва), диплом за значний внесок у популяризацію класики. Нині (2000-ні) налагоджені творчі зв'язки з театром юнога глядача з Брянську й Калуги, з театрами в Мозирі та Молодечно, неодноразово проводилися так звані малі обмінні гастролі.
Від вересня 2005 року головним режисером театру призначено Тетяну Дорогобід, головним художником — В. Новаковського.

## Чинний репертуар
У чинному репертуарі Могильовського обласного театру драми і комедії імені В. І. Дуніна-Марцинкевича як вистави для дорослої авдиторії, так і розраховані на найменших глядачів:
| Назва                                | Автор                     | (за твором)           |
| ------------------------------------ | ------------------------- | --------------------- |
| «Уваходзьце, вы памыліліся дзьвермі» | Надія Птушкіна            | «Пакуль яна памірала» |
| «Ляўра й чатыры Жакі»                | Габріель Ару              |                       |
| «Тарцюф»                             | Жан-Батіст Мольєр         |                       |
| «Старэйшы сын»                       | Олександар Вампілов       |                       |
| «Сцэна ля фантану»                   | С. Залотников             |                       |
| «Вэстсайдзкая гісторыя»              | Ернст Леман               |                       |
| «Ідылія»                             | Вінцент Дунін-Марцинкевич |                       |
| «Суцяшальнік удоваў»                 | Джузепе Маротта           |                       |
| «Блэз»                               | Клод Маньє                |                       |
| «Жыцьцё чалавекаў… Нараджэньне»      | Олексій Слаповський       |                       |
| «Жаданьне каханьня»                  | Еліза Ожешко              | «Над Нёмнам»          |
| «Пігмаліён, ці амаль MY FAIRY LADY»  | Бернард Шоу               |                       |
| «Асьцярожна — жанчыны Парыжу!»       | Андрій Курейчик           |                       |
| «Жартаўнікі»                         | Олександр Островський     |                       |
| «Пясочны гадзіньнік»                 | Петро Васюченко           |                       |
| «Бездань»                            | Олександр Островський     |                       |

Дитячі вистави:
| Назва                                      | Автор                             |
| ------------------------------------------ | --------------------------------- |
| «Прыгоды Васі Няўмыткіна ў краіне Чуланіі» | Анатолій Моїсеєв                  |
| «Таямнічы гіпапатам»                       | Володимир Лівшиць, Ірина Кічанова |
| «Чараўнік смарагдавага гораду»             | Олександр Волков                  |
| «Незвычайнае качаня Цім»                   | Енід Блейтон                      |
| «Выхадкі ката Васіля»                      | Н. Марчук                         |
| «Чырвоны капялюш»                          | Євген Шварц                       |
| «Ян, Яніна й каралева Аварыя»              | Г. Марчук                         |
| «Пунсовая кветачка»                        | Сергій Аксаков                    |
| «Крыштальны чаравічык»                     | Тамара Габбе                      |
| «Дзюймовачка»                              | Ганс Крістіан Андерсен            |
| «Навагоднія прыгоды Машы й Віці»           | Павло Фін, Володимир Луговий      |
| «Кот у ботах»                              | Гайнц Калєв                       |
| «Мэры Попінз»                              | Памела Треверз                    |
| «Падарожжа ў краіну Чараўніц»              | Ольга Короткевич                  |
| «Дзень народзінаў ката Леапольда»          | Аркадій Хайт                      |
| «Ксюша й ейныя сябры»                      | Ніна Віленчик                     |
| «Мароз Іванавіч»                           | Володимир Одоєвський              |
| «Непаслухмяная запалка»                    | Василь Ткачов                     |